# التعليم الفني المزدوج
التعليم الفني المزدوج هو نظام جديد في التعليم الفنى استحدث بعد زيارة الرئيس السابق محمد حسني مبارك لجمهورية ألمانيا الاتحادية عام 1991 وكان نتاجها المشاركة في تطوير التعليم الفنى.
وهو نظام يتم بالشراكة مع القطاع الخاص ويتولى إدراته من جانب القطاع الخاص (المركز الوطني لتنمية الموارد البشرية - مصر)

## فكرة المشروع
أن يشارك قطاع الأعمال الخاص وهم أصحاب المصلحة الحقيقية مع الحكومة متمثلة في وزارة التعليم في تعليم وتدريب هذا المنتج الجديد من الخريجين.
وتعتمد فكرة النظام الألمانى على أن تقوم وزارة التعليم بتدريس المواد الفنية والثقافية وتنفيذ بعض الدورات الأساسية ما بين أسبوع وتسعة أسابيع خلال المرحلة الدراسية على أن يقوم القطاع الخاص بتدريب الطلاب مهنيا داخل مواقع الإنتاج والخدمات.

## وصف مختصر للدراسة والتدريب
- المؤهل: دبلوم المدارس الثانوية الصناعية نظام الثلاث سنوات.
- مدة الدراسة والتدريب: 3 سنوات دراسية.

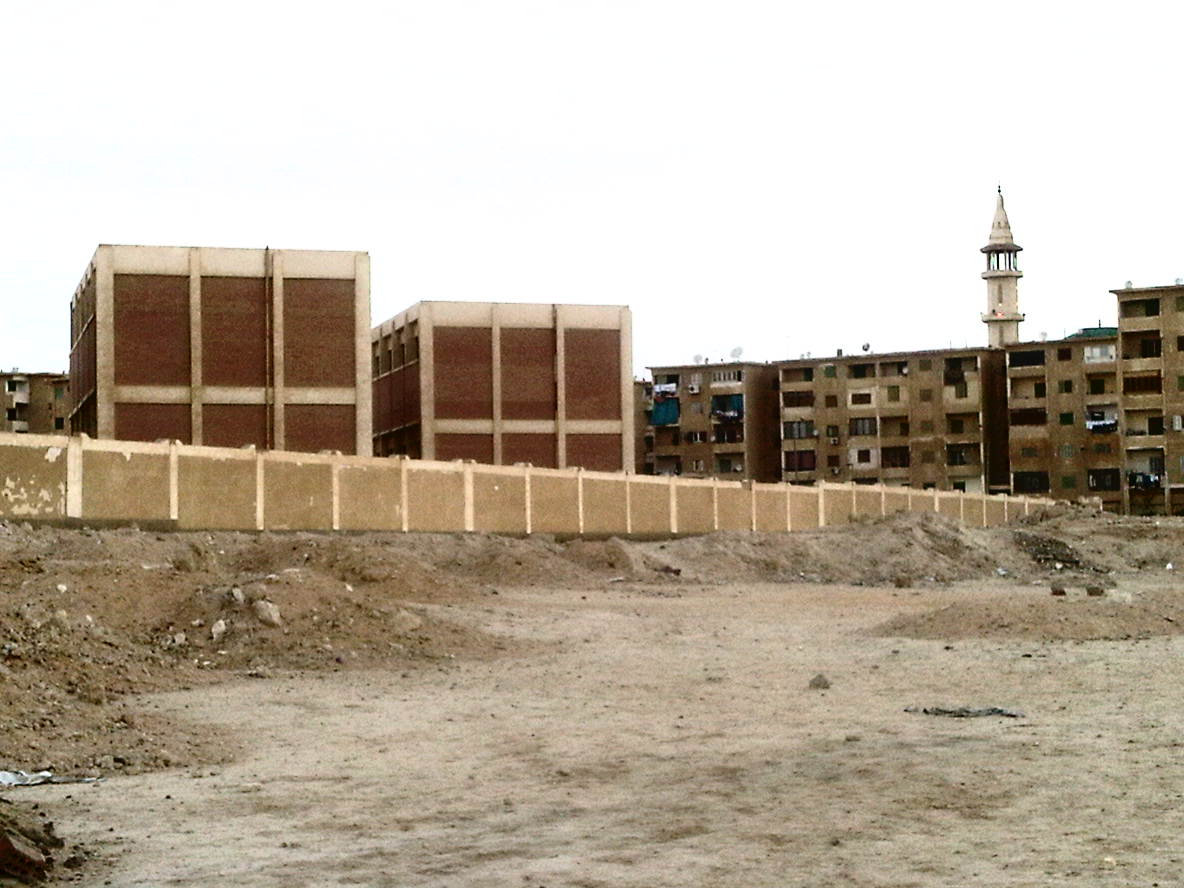
مدرسة مبارك كول بمدينة 6 أكتوبر الحي الحادي عشر

- مدة العام الدراسى: 11 شهر ويمنح المتدرب إجازة سنوية مدتها شهر عن كل سنة بطلب توافق الشركة عليه.
- يتعاقد المتدرب مع (المكان التدريبى المرشح له بمعرفة المركز) شركة / ورشة / مركز خدمة / الخ لمدة 3 سنوات.
- يتلقى الطالب الدراسة النظرية في المدرسة يومان أسبوعياً.
- يتلقى الطالب التدريبات المهنية 4ايام أسبوعياً في المكان التدريبى الذي تعاقد معه.
- الإجازة الصيفية ونصف العام للمدارس يتواجد الطالب بالشركة 6 أيام أسبوعياً.
- يحصل الطالب على 30 يوم إجازة خلال الصيف بطلب يوافق المكان التدريبى علية والوحدة الإقليمية.
- يحصل الطالب على 7 أيام إجازة قبل امتحان نصف العام من المكان التدريبى له.
- يحصل الطالب على 7 أيام إجازة قبل امتحان الدور الأول من المكان التدريبى له.
- يحصل الطالب على دورات عملية داخل معامل وورش المدرسة وخارجها.
- يحصل الطالب على شهادة تقديرفي التدريب العملى معتمدة من جمعية المستثمرين والمركز الوطنى كشهادة خبرة.
- في نهاية المرحلة تقوم الشركة بإبرام عقد توظيف للطلاب المتميزين براتب مناسب في حالة وجود أماكن خالية.
- يقوم المركز بترشيح الخريج إلى وظيفة بأحد الشركات في حالة عدم تعيينه بشركته.
- الطالب الراسب في الصف الأول فقط ليس له الحق في الإعادة وله الحق في التحويل إلى أي مدرسة أخرى لنفس المرحلة.

## شروط الألتحاق[3]
- اللياقة البدنية واجتيازالاختبار الطبى لممارسة المهنة.
- الحصول على شهادة الإعدادية العامة حديثة في نفس العام.
- أن تكون الإعدادية نفس نطاق عمل الوحدة الإقليمية
- الحصول على الدرجات التي يحددها تنسيق القبول بمشروع التعليم والتدريب المزدوج ويحدد بمعرفة مديرية التربية والتعليم لمحافظتى التابع اليها الطالب.
- ألا يزيد عمر الطالب / الطالبة عن 18 سنة في أول أكتوبر عن العام الدراسى المتقدم فيه.
- لا تقبل التحويلات للطلبة الراسبون بالصف الأول.
- لا تقبل الإعدادية بخلاف الإعدادية العامة. وهناك استثثنائات مثل قبول اعدادية الازهريه والمحولين من الخارج بعض موافقه المحافظة وفقا لقرار الاستثاء 10% لكل محافظة.